# Миронов, Павел Андреевич
Павел Андреевич Миронов (1919—1945) — Гвардии младший лейтенант Рабоче-крестьянской Красной Армии, участник Великой Отечественной войны, Герой Советского Союза (1945).

## Биография
Павел Миронов родился 12 декабря 1919 года в селе Русские Сарсазы (ныне — Чистопольский район Татарстана). После окончания семи классов школы и школы фабрично-заводского ученичества работал помощником механика в речном пароходстве в Чистополе. В октябре 1939 года Миронов был призван на службу в Рабоче-крестьянскую Красную Армию. С 1942 года в рядах действующей армии. Окончил курсы младших лейтенантов.
К апрелю 1945 года гвардии младший лейтенант Павел Миронов командовал взводом противотанковой батареи 33-го гвардейского кавалерийского полка 8-й гвардейской кавалерийской дивизии 6-го гвардейского кавалерийского корпуса 2-го Украинского фронта. Отличился во время освобождения Чехословакии. 26 апреля 1945 года к северо-западу от Брно взвод Миронова уничтожил 1 танк, 4 бронетранспортёра, 2 артиллерийских орудия, около 50 солдат и офицеров противника. В том бою Миронов погиб. Похоронен в Брно.
Указом Президиума Верховного Совета СССР от 15 мая 1945 года гвардии младший лейтенант Павел Миронов посмертно был удостоен высокого звания Героя Советского Союза. Также был награждён орденами Ленина и Отечественной войны 2-й степени.
В честь Миронова названы улица в Чистополе и теплоход Камского речного пароходства.